# 亚美尼亚苏维埃社会主义共和国
亚美尼亚苏维埃社会主义共和国是苏联歷史上的第十一個加盟共和国，設立當時為第十個加盟共和國。

## 历史

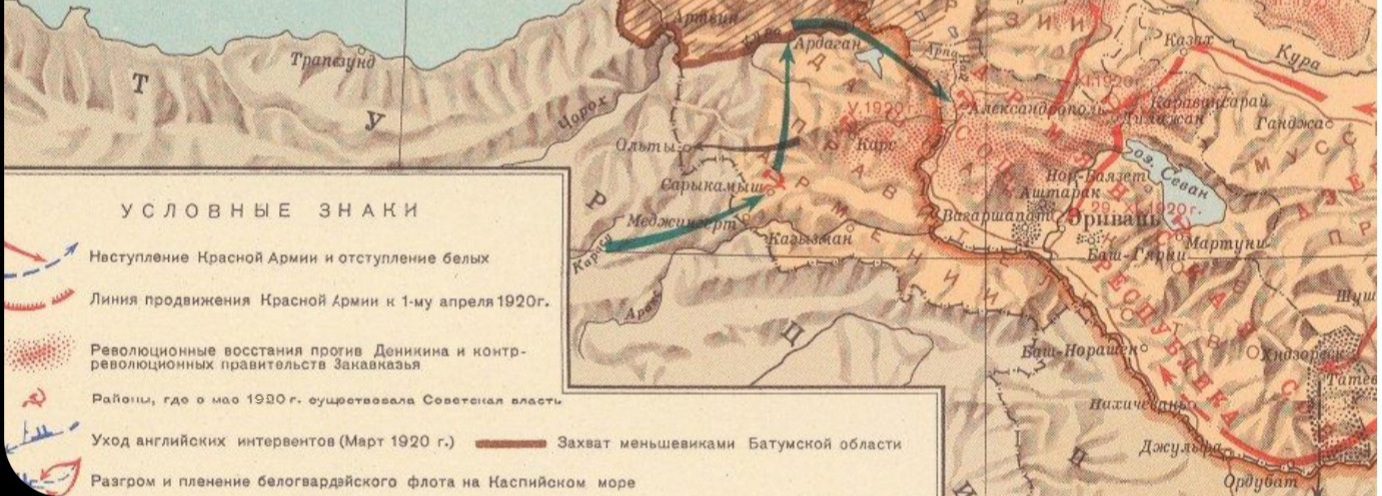
亚美尼亚苏维埃化 5.1920-7.1921

亞美尼亞原本是隸屬外高加索聯邦管轄的自治共和國（ACCP），於1936年12月5日脫離外高加索聯邦改制升格為蘇聯直轄的加盟共和國。
亞美尼亞共產黨政權成立于1920年11月29日，这天亚美尼亚共产党宣布控制了亚美尼亚政权。同年12月1日，首相西蒙·弗拉特西恩放弃了政权。之后亚美尼亚更名亚美尼亚社会主义苏维埃共和国。这一时期有时也被称作亚美尼亚第二共和，紧接在短命的亚美尼亚民主共和国（亚美尼亚第一共和国）之后。
从1828年直到1917年十月革命，亚美尼亚是俄罗斯帝国的一部分并被埃里温省的边界所限制。在土库曼彻条约的第四章写道，埃里温汗国（今日大部分的中亚美尼亚），以往曾隶属波斯，1828年被并入俄国。
十月革命以后。布尔什维克领导人弗拉基米尔·列宁的政府宣布原帝国内的少数民族可以独立自主。于是亚美尼亚、阿塞拜疆和格鲁吉亚宣布独立并分别成立共和国。在奥斯曼土耳其统治期间遭受的亚美尼亚种族屠杀以及后来的土耳其－亚美尼亚战争中，历史上的亚美尼亚地区已到了毁灭边缘。当1920年布尔什维克进入亚美尼亚民主共和国后，苏维埃共和国宣告成立。
在苏维埃统治下，亚美尼亚从一个农业国向工业中心转变。1990年8月23日，它更名为亚美尼亚共和国，但它仍保留在苏联统治之下，直到1991年正式宣布独立。

## 政府

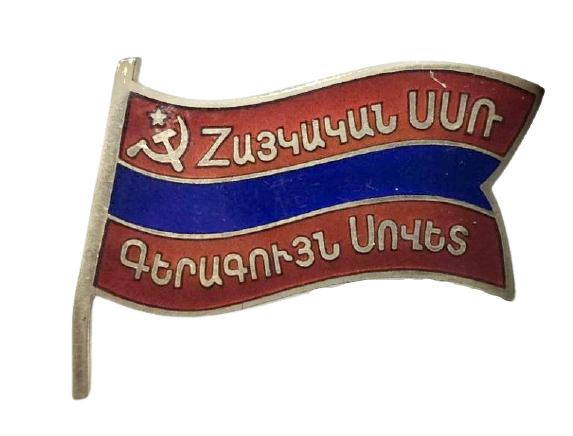
蘇聯亞美尼亞最高蘇維埃代表證章

亚美尼亚苏维埃社会主义共和国的政府结构与其它苏联加盟共和国相同。亚美尼亚共产党第一书记是最高领导人，宪法规定的最高政治团体是亚美尼亚最高苏维埃，最高司法部门是最高法院。最高苏维埃的成员中属于全权代表团体的，任期五年，而地方代表任期两年半。所有主事官员都需是共产党党员，代表大会在埃里温最高苏维埃大礼堂召开。

## 经济

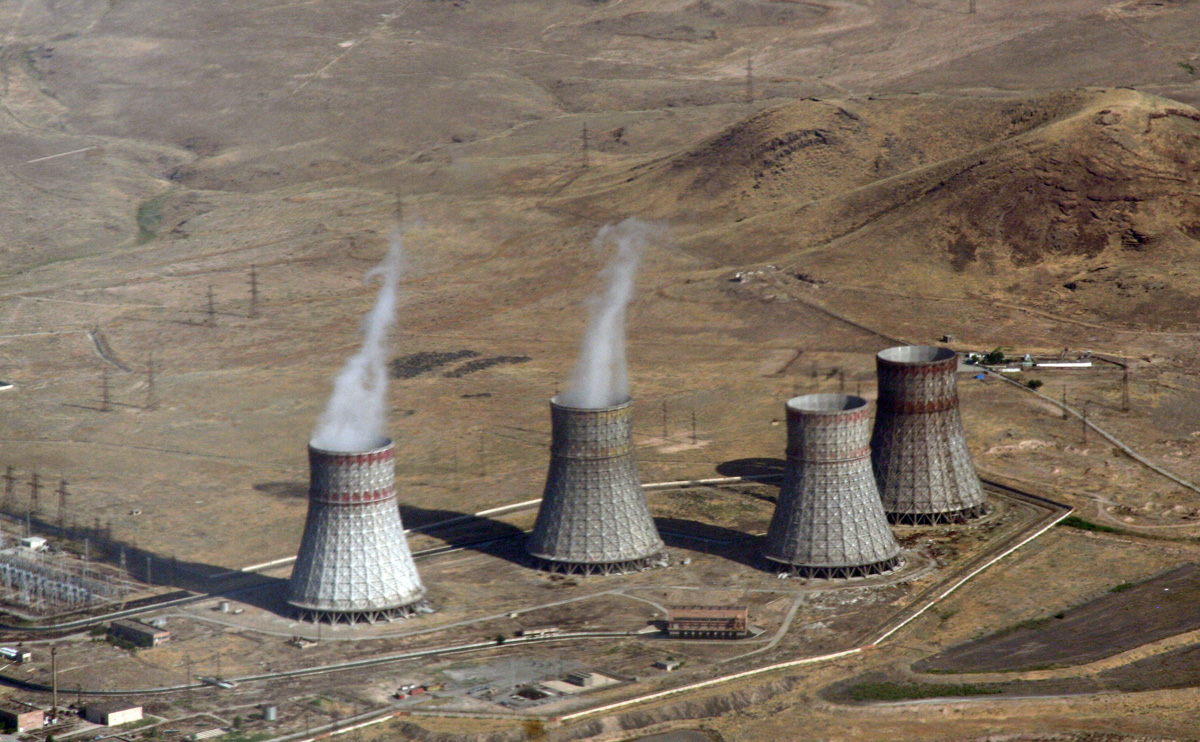
美特萨默核电站

在苏维埃体制下的亚美尼亚实行中央计划经济，私有制经济被禁止。从20世纪20年代开始，私营农场被集体化，并被置于共和国的直接控制之下，尽管这时常遭遇来自农民的阻力。与此同期（1929－1936），政府也开始在亚美尼亚推行工业化。在1935年，农业总产值是1928年的132%，而工业总产值则达到了1928年的650%。这样的进程促进了传统的小农经济的瓦解，许多农民前往城市定居，成为工人。民营企业在实质上消失，它们受到了政府的有效控制。在1970年代，亚美尼亚建立了美特萨默核电站，为该国供应占总需求约40%的电力，然而它曾因1988年大地震一度被关闭。

## 文化和日常生活
共和国成立后，苏维埃权威人士尽力消除传统社会基础的影响，包括民族主义和宗教。一开始，列宁政府提出的政策并未对亚美尼亚产生重大冲击。在他身体开始衰弱之前，列宁着手在加盟共和国中推行本土化政策，这种政策本质上是要号召苏联的不同共和国“管理他们自己”、兴建学校、办报纸、建立剧院。亚美尼亚苏维埃政府规定五十岁以下的文盲都需参加学校学习亚美尼亚语，那是共和国的官方语言。
像所有苏联的加盟共和国一样，亚美尼亚有自己的国旗和国徽。后者在1950年代引发了苏联和土耳其之间的争论，土耳其抗议该国徽中包含亚拉拉特山图案，这座山对亚美尼亚人来说有着很深的象征意义，但却位于土耳其领土之内。土耳其人因此认为苏联主张这座山为该国领土，对此当时苏联的领导人尼基塔·赫鲁晓夫回应道：“为什么你们的国旗上有月亮的图案？毕竟，月球，哪怕只是半个月球，都并非土耳其的领土……你们难道想要接管整个宇宙吗？”土耳其政府之后不再为此争论。

### 音乐
亚美尼亚民族音乐得以较好的保存，尤其艺术音乐被推向新的高峰。Mikhail Kokschajew认为，20世纪上半叶亚美尼亚作曲家在各方面都拉近了与欧洲的距离，这一时期的作曲手法非常丰富。
苏维埃亚美尼亚国歌的作者阿拉姆·哈恰图良是亚美尼亚第一位世界级的作曲家，他的钢琴托卡塔以及1934年的第一交响曲都给亚美尼亚乐坛带来了革命性影响。哈恰图良将亚美尼亚传统与近代古典音乐技法完美结合。出自芭蕾舞剧《加雅涅》的《马刀舞曲》由于被比利·怀德的电影《一，二，三》引用而扬名国际。由于他作品的“现代主义”倾向，他与德米特里·肖斯塔科维奇同样不受官方欢迎，但他比他的俄国同道处境稍微好些。他把一些作品藏了起来，直到1953年斯大林去世。
哈恰图良的学生米加艾尔·塔利维尔吉耶夫是苏联最杰出的电影作曲家。阿尔诺·巴巴扎年（1921-1983）继承了哈恰图良的风格，1950年由莫斯科返回埃里温音乐学院任教。自那时起，亚美尼亚诞生了一大批第一流的钢琴家、其它乐器的演奏家以及指挥家。

### 文学
只有那些不引起政治疑虑的作品（比如亚美尼亚民间故事）才得以出版。专业作家的创作自由，尤其在斯大林时代，受到严格的限制，他们必须忍受社会主义现实主义的教条。20世纪最伟大的亚美尼亚诗人葉格依舍·恰連茨成为了大清洗运动的牺牲品。然而斯大林去世后，他的诗重新出现于教科书中，其中包括他的代表作《亚美尼亚》。赫蘭特·馬特沃斯占也是成功的作家，其作品被译成包括俄语和波斯语在内的多种语言。

## 人口
根据1979年苏联的统计数据，亚美尼亚主要由以下族群组成：
| 民族       | 人口数量  | 占总人口的百分比 |
| ---------- | --------- | ---------------- |
| 亚美尼亚人 | 2,725,000 | 89.7 %           |
| 阿塞拜疆人 | 160,800   | 5.3 %            |
| 俄罗斯人   | 70,300    | 2.3 %            |
| 库尔德人   | 50,800    | 1.7 %            |
| 乌克兰人   | 8,900     | 0.3 %            |
| 亚述人     | 6,200     | 0.2 %            |
| 希腊人     | 5,700     | 0.2 %            |
| 格鲁吉亚人 | 1,300     | 0.4 %            |
| 白俄罗斯人 | 1,200     | 0.04 %           |
| 犹太人     | 1,000     | 0.03 %           |
| 总计       | 3,037,300 | 100.0 %          |

## 历史

### 苏维埃化

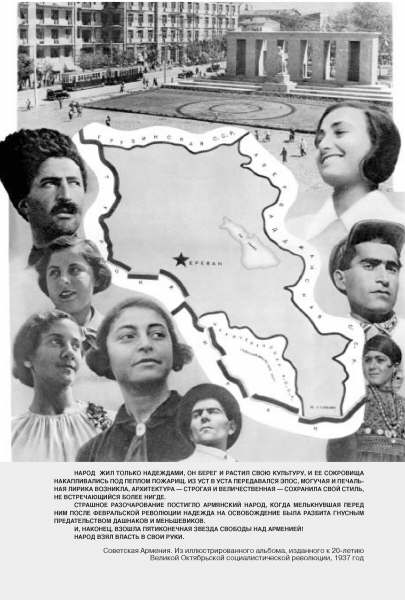
一份宣传苏联解放亚美尼亚的海报

许多亚美尼亚人，包括苏联红军第11军第20和第22师的成员，都加入了上升时期的布尔什维克。之后，土耳其和新成立的苏维埃共和国签订了《卡尔斯条约》，条约规定土耳其放弃阿扎尔以交换卡尔斯区域，即今天土耳其的卡尔斯省、厄德尔省和阿尔达汉省。中世纪亚美尼亚首都亚尼和亚美尼亚人民的精神象征亚拉拉特山都被划分给了土耳其。另外，约瑟夫·斯大林、当时苏联的人民委员会代理主席，批准将纳希切万和纳戈尔诺-卡拉巴赫划分给阿塞拜疆（虽然1920年布尔什维克曾许诺将这两个地区给予亚美尼亚）。斯大林还觉得亚美尼亚人口实在太少不足以组织自己的共和国，并考虑让他们改为在另一个共和国保护下自治。但亚美尼亚的领导人拒绝了，所以他收回了这个决定。
当亚美尼亚人与俄罗斯人、乌克兰人、白俄罗斯人、格鲁吉亚人、德国人和犹太人一起加入苏联，他们被看作先进的民族，而其它民族则被认为在文化上是落后的。高加索，尤其是亚美尼亚被苏联官方历史教科书描绘成“这一地区最古老的文明”。
1922年3月12日到1936年12月5日，亚美尼亚与阿塞拜疆苏维埃社会主义共和国和格鲁吉亚苏维埃社会主义共和国同为外高加索苏维埃联邦社会主义共和国的一部分。这一时期亚美尼亚相对比较稳定。在苏联治下的生活较为安乐，相对奥斯曼土耳其帝国统治晚期的动荡来说。亚美尼亚人从莫斯科收到药物、食品和其它的生活必需品。另外，亚美尼亚文字改革增强了平民的文化素养。教会的情形则比较困难，它在课本中被大加批判，在共产主义下挣扎。

### 斯大林的统治
弗拉基米尔·列宁于1924年去世后，约瑟夫·斯大林掌控了权力。亚美尼亚社会和经济在斯大林和其它莫斯科决策者的主导下发生了戏剧性变化。1936年，外高加索苏维埃联邦社会主义共和国在斯大林的命令下解散，亚美尼亚、阿塞拜疆、格鲁吉亚社会主义共和国分别成立。但对亚美尼亚人民来说，情形在斯大林的铁腕统治下变得恶化。在25年的时间里，亚美尼亚在严格控制下工业化和教化，民族主义被严厉镇压。斯大林采取了若干措施迫害已经被亚美尼亚大屠杀和俄罗斯帝国的俄罗斯化政策削弱的亚美尼亚使徒教会。
1920年代，教会的财产被剥夺。一开始，斯大林在苏联内消除宗教的尝试并未马上影响到亚美尼亚。1932年，科伦一世成为了大主教。然而在1930年代末期，苏联试图消灭教会。1938年，科伦在大清洗中被暗杀的事件以及8月4日艾契米亚钦大主教的选举宣告了这一毁灭行动的高潮。教会转入地下和移居国外，因而得以幸存。共产党那些有能力的领导人像瓦加爾沙克·阿魯秋諾維奇·特爾-瓦加尼揚和阿加西·汗吉安也成为了大清洗的牺牲品，前者成为了莫斯科审判的被告。
和斯大林统治时期的其他少数民族一样，好几万无辜的亚美尼亚人被处死和驱逐。1936年，贝利亚和斯大林将大批亚美尼亚人流放到西伯利亚来让亚美尼亚人口降至700,000以下，这样合并亚美尼亚和格鲁吉亚就有了合法性。在贝利亚的命令下，亚美尼亚共产党用警察恐怖统治来控制人口并镇压民族主义运动。许多作家、艺术家、科学家和政治家被处死或流放。
另外，1944年，大约200,000名Hamshenis（居住在俄罗斯、格鲁吉亚和土耳其黑海沿岸的亚美尼亚逊尼派穆斯林）被从格鲁吉亚流放到哈萨克斯坦和乌兹别克斯坦。更大规模的流放发生在1948年，58,000名支持达什纳克的亚美尼亚民族主义者和希腊人被迫迁徙至哈萨克斯坦。

### 二战时期
亚美尼亚在二战苏德战争中没有像大部分苏联西部地区那样遭受破坏。纳粹从未抵达过南高加索，虽然他们意图那样做以占领阿塞拜疆的油田。尽管如此，亚美尼亚还是在从工业和农业上援助盟军上扮演了重要角色。许多亚美尼亚人参加了战争，很多人获得了最高等级的苏联英雄荣誉。
亚美尼亚陆军将军霍夫汉内斯·巴格拉米扬（之后的苏联元帅）是第一个非斯拉夫前线指挥官，他于1943年被派往第一波罗的海前线。他因夺回德涅斯特获得苏联英雄称号。
一些被德国人俘获的亚美尼亚人选择为德国军队服役，因为在战俘营他们的生命随时受到威胁。由于许多苏维埃士兵向德国人投降，斯大林将许多亚美尼亚人遣往西伯利亚的劳改营以作惩罚。亚美尼亚为战争贡献了30至50万人，近半数的人再也没有回来。另外，有50名将军在战争中在苏维埃武装部队中供职。
斯大林在战争临时收敛了攻击宗教的行为。这使得格沃尔克二世在1945年被选为新的大主教。他后来被允许居住在艾契米亚钦。
在战争末期，共和国和世界各地的许多亚美尼亚人试图说服斯大林重新考虑收回卡尔斯、厄德尔和阿尔达汉。1945年9月25日，苏联宣布废除1925年与土耳其订立的友好条约。外交部长维亚切斯拉夫·米哈伊洛维奇·莫洛托夫向盟军领导人传达了亚美尼亚人的领土主张，然而由于英国领导人温斯顿·丘吉尔的反对而遭到阻止。
土耳其已没能力与苏联开战，后者在二战后成为了一个超级大国。1945年秋天，高加索的苏联军队已经集结，为一场对土耳其可能的入侵作准备。然而，由于冷战所产生的东西方之间的敌意——那时土耳其已加强与西方的联系，苏联停止了对失去的国土的领土要求——他们认识到因为美国可能介入并在这样的冲突中援助土耳其。

### 外来移民
由于共和国在战争中遭受了巨大损失，斯大林允许放开移民政策，鼓励离散的亚美尼亚人迁入以回复这个国家的人口并充实它的劳动力。原先居住在塞浦路斯、法国、伊拉克、黎巴嫩和叙利亚的亚美尼亚人基本上
是大屠杀的幸存者的后代，苏维埃政府提出为他们返回家园提供费用。从1946至1948年估计有150000亚美尼亚人移居苏维埃亚美尼亚。
受到众多刺激如食品优惠券、更好的主党以及其它利益的吸引，许多亚美尼亚人返回了故国，但是他们经常被共和国的亚美尼亚人以轻蔑的眼光看待，因为他们的归国动机以及他们所操的西亚美尼亚方言（与苏维埃亚美尼亚通行的东亚美尼亚方言相对）。他们经常被居住在共和国的亚美尼亚人称为aghbar（աղբար，意为“大哥”），这归因于他们对该词的不同读法。虽然一开始这个词带有一定幽默感，但后来就带有一定轻蔑的意涵。他们中的一员，列翁·特尔-彼得罗相，在1990年代成为了亚美尼亚总统。

### 赫鲁晓夫时期
在1953年斯大林去世后的权力斗争中，尼基塔·赫鲁晓夫称为了苏联的新领导人。克里姆林宫放宽了对表达民族主义情绪的控制。赫鲁晓夫的非斯大林化政策也减轻了苏维埃居民心中的恐惧。另外，他在提供生活必需品和住宅上投入了更多财力。紧接着，亚美尼亚在文化和经济上都开始复兴。亚美尼亚被给予有限的宗教自由，1955年瓦兹根一世担任了亚美尼亚大主教。赫鲁晓夫的一个顾问兼好朋友，亚美尼亚政治局成员阿纳斯塔斯·米高扬鼓励亚美尼亚人宣布民族独立。1954年他发表讲演鼓励他们“重新出版早先被查禁的Raffi和Charents的作品”，这显示米高扬自己就“怀有这样的情感”。
1965年4月24日，亚美尼亚种族屠杀50周年纪念，埃里温街道上爆发了有上千名群众参与游行示威。苏维埃军队开进该城尝试恢复秩序。为防止事件再度发生，克里姆林宫同意修建纪念碑像屠杀中的死难者致敬。到1967年，修建于Hrazdan峡谷Tsitsernakaberd山的纪念碑（由建筑师Kalashian和Mkrtchyan设计）完工。这座44米高的石碑象征亚美尼亚民族的新生。12块石板形成圆形，象征割让给土耳其的12个省。在圆圈的中心，深入地里1.5米，有一团不灭的火焰。在纪念碑前的公园里有一面100米的高墙，上面刻有大屠杀发生的城镇和村庄的名字。
许多亚美尼亚人在这一时期开始闻达，包括赫鲁晓夫的朋友米高扬，他是米格喷气战斗机的设计者兼创始人阿尔乔姆·米高扬的哥哥。其它著名的亚美尼亚人包括阿拉姆·哈恰图良，他写有芭蕾舞剧斯巴达克斯、加雅涅，脍炙人口的马刀舞曲就出自加雅涅；还有著名的天体物理学家兼天文学家維克托·安巴楚勉。

### 勃列日涅夫时期
列昂尼德·勃列日涅夫1964年上台后，许多赫鲁晓夫的改革措施被取消。勃列日涅夫时期苏联重又陷入停滞阶段，产品无论在数量上还是质量上都开始下降。这些政策给亚美尼亚带来了严重影响，1988年斯皮塔克大地震证明了这点。1970年代兴建的住宅将水泥、混凝土之类的材料作另外用途。贿赂和缺乏监督使得公寓大楼多半是豆腐渣工程。当1988年12月7日早晨发生地震时，勃列日涅夫时期修建的房屋垮塌的最快。据说越老的寓所在地震中越是不倒。勃列日涅夫的政策一直持续到1980年代早期领导班子的改变。

### 戈尔巴乔夫时期
米哈伊尔·戈尔巴乔夫在1980年代引入了透明化政策及经济改革改善了亚美尼亚人的生活。被斯大林流放的Hamshenis开始向政府请求让他们回到亚美尼亚。苏维埃政府拒绝了他们的请求，因为害怕他们挑起与信奉基督教的亚美尼亚同胞的冲突。然而这段时期发生的另一起事件还是使亚美尼亚基督徒和穆斯林间爆发了冲突。
纳戈尔诺-卡拉巴赫的亚美尼亚人发起了一场和平的民主运动以图将该地区并入亚美尼亚，早先它曾被斯大林划分给阿塞拜疆。这一地区的大部分亚美尼亚人声称害怕“被迫阿塞拜疆化”。1988年2月20日，纳戈尔诺-卡拉巴赫的亚美尼亚代表投票决定将该地区合并至亚美尼亚。埃里温爆发了支持卡拉巴赫亚美尼亚人的示威。阿塞拜疆政客则鼓动相反的示威。这些示威迅速演在苏姆盖特市演变成针对亚美尼亚人的暴力行动。
不久，亚美尼亚人和阿塞拜疆人之间爆发了种族暴乱，从而阻止了统一。一封正式的陈情书被寄给了戈尔巴乔夫和莫斯科的其它高级领导人要求将这块少数民族聚集地统一于亚美尼亚，然而这个主张在1988年春被拒绝。在戈尔巴乔夫拒绝亚美尼亚人的要求之前，亚美尼亚人对他普遍保有好感。由于他拒绝在该问题上转变姿态，他在亚美尼亚人中的声望急剧恶化。

## 独立
1990年5月5日，亚美尼亚人组建了亚美尼亚陆军，这是一支独立于苏维埃军队存在的防御性武装。5月27日，许多亚美尼亚人准备庆祝第一共和的成立纪念日（5月28日）。然而，由于苏联内务部的军队出席了埃里温的活动，一场对抗爆发了，五名亚美尼亚人在火车站的交火中身亡。目击者称内务部投入了大量军警并说他们挑起了战斗。亚美尼亚民兵和内务部之间更大规模的枪战在首都附近的小镇Sovetashen打响，结果超过26人死亡，5月28日庆典取消。
1991年3月27日，亚美尼亚连同波罗的海诸国、格鲁吉亚和摩尔多瓦一同抵制全苏联的公投，这场投票中78%的选票赞成苏联在改革后保持统一。1991年8月23日，亚美尼亚成为第一批宣布独立的加盟共和国之一。莫斯科对卡拉巴赫问题的不妥协态度、地震后的不作为和计划经济的缺点都滋生了亚美尼亚独立的欲望。
到1991年9月21日，亚美尼亚国已经获得了完全的承认，并获得重建。随着亚美尼亚的独立，亚美尼亚与阿塞拜疆间的紧张关系持续升温最终导致了纳戈尔诺-卡拉巴赫战争。虽然1994年达成停火，亚美尼亚仍然决心与阿塞拜疆争夺纳尔戈诺-卡拉巴赫。尽管在卡拉巴赫问题上遭到土耳其和阿塞拜疆两国的封锁，亚美尼亚在独立之后还是有了重大发展，与邻国格鲁吉亚、伊朗和重要的地区强权俄罗斯也保持了友好关系。

## 延伸阅读
- Bauer-Manndorff, Elisabeth. Armenia: Past and Present. New York, 1981
- Bournoutian, George A. A Concise History of the Armenian People. Costa Mesa, California: Mazda, 2006
- （亞美尼亞文） The Soviet Armenian Encyclopedia. Yerevan, Armenia Soviet Socialist Republic, 1979-1987 ed.
- Verluise, Pierre and Levon Chorbajian. Armenia in Crisis: the 1988 Earthquake. Detroit: Wayne State University Press, 1995
- Walker, Christopher J. Armenia: The Survival of a Nation. London: Palgrave Macmillan, 1990